# Harlem
Harlem là một khu phố lớn trong phần phía bắc của thành phố Manhattan của Thành phố New York. Kể từ những năm 1920, Harlem đã được biết đến như một trung tâm dân cư, văn hóa và kinh doanh chính người Mỹ gốc Phi. Nguyên là một làng Hà Lan, chính thức được tổ chức vào năm 1658,, nó được đặt tên theo thành phố Haarlem ở Hà Lan. Lịch sử của Harlem đã được xác định bởi một loạt các chu kỳ kinh tế bùng nổ và phá sản, với sự thay đổi dân số đáng kể đi kèm theo mỗi chu kỳ. 
Cư dân Mỹ gốc Phi Bắt đầu đến với số lượng đông đảo vào năm 1905, với những người di cư từ cuộc nhập cư lớn. Trong những năm 1920 và 1930, Trung và Tây Harlem là trọng tâm của "Phục hưng Harlem", một làn sóng tác phẩm nghệ thuật không có tiền lệ trong cộng đồng người Mỹ da đen. Tuy nhiên, với việc mất việc làm trong thời kỳ Đại khủng hoảng và phi công nghiệp hóa của thành phố New York sau khi Chiến tranh Thế giới II, tỷ lệ tội phạm và nghèo đói tăng đáng kể. Dân da đen Harlem đạt đỉnh điểm vào những năm 1950.. Trong năm 2008, Tổng điều tra dân số cho thấy lần đầu tiên kể từ năm 1930 dân số của Harlem đã không còn một đa số da đen, mà tỷ lệ người da đen chỉ còn chiếm 40%.